# On an Island
Az On an Island David Gilmour harmadik szólóalbuma. A lemez Angliában 2006. március 6-án Gilmour hatvanadik születésnapján jelent meg, rá egy nappal pedig az Amerikai Egyesült Államokban. A lemez a második szólóalbuma, az About Face után 22 évvel jött ki. A Castellorizon című szám Grammy-díjat kapott legjobb Hangszeres rock előadás kategóriában a 49. Grammy-díj átadón. Kanadában aranylemez lett, mivel több mint 100 000 példányban kelt el a megjelenés első hónapjában, világszerte pedig 1,5 milliónyit adtak el belőle.

## Az album
Az albumon Robert Wyatt, Jools Holland, Georgie Fame, David Crosby és Graham Nash, a Pink Floyd billentyűse Richard Wright és egy régebbi tagja, Bob Klose is közreműködött, de Guy Pratt is segített a lemeznél és a lemezt követő turnén is. Chris Thomas és Roxy Music együttesből ismert Phil Manzanera volt az album producere. A lemez David saját stúdióján, a Astoria nevű hajón készült. A Smile című szám keverés és véglegesítés nélkül már hallható volt a BBC Two, Three Men in a Boat című műsorában, amiben Griff Rhys Jones, Dara Ó Briain és Rory McGrath hajókáznak a Temze folyón, majd kiszállnak David hajójánál, hogy meglátogassák őt. A lemezen egy negyven tagú zenekar is megszólal a lengyel származású Zbigniew Preisner vezényletével, Robert Ziegler szervezésében.
Az albumból két kislemez és két videóklip is készült: az egyik az On an Island, a másik pedig a Smile. Angliában mindkettő a 72. helyen végzett, az Amerikai Egyesült Államokban pedig a 29-dik helyen, ahol a Best Buy-tól is meg lehet venni a lemezt, ám ezen egy bónusz szám is található Island Jam címen, amely Európában a Smile kislemezen jelent meg.
Az On an Island angliai toplistákon az első helyre került, s így Gilmournak ez lett az első olyan lemeze a Pink Floydon kívül, amely első lett. Az Európai Toplistán is első lett, Kanadában, Portugáliában és Izlandon pedig a második, az Egyesült Államokban pedig először került be a Top 10 toplistára a 6. hellyel. Kanadában a lemez aranylemez lett, mivel több mint 100 000 példányban kelt el a megjelenés első hónapjában, világszerte pedig 1,5 milliónyit adtak el belőle. 2006 novemberében újra kiadták a lemezt egy bónusz DVD-vel, amely élő felvételeket tartalmaz.

## Számok
1. Castellorizon – 3:54 (Gilmour)

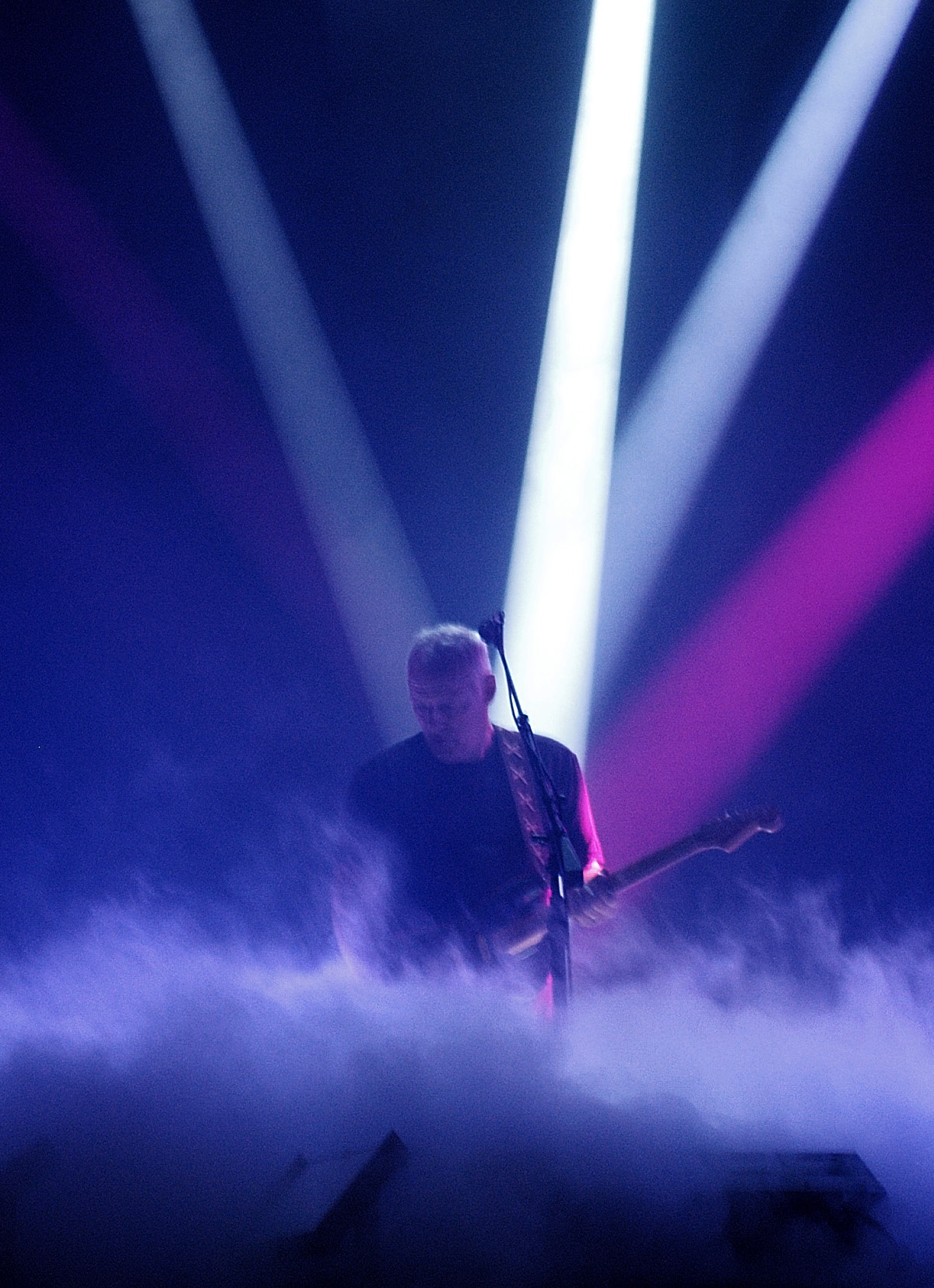
David 2006. július 6-án München-ben az On an Island turné alatt.

  - David Gilmour gitár, zenekar Zbigniew Preisner vezényletével.
  - Egy Kastelorizo-ban töltött éjszaka inspirálta Davidet a számnál.
2. On an Island – 6:47 (Gilmour/Samson)
  - David Gilmour gitár, ének, elektromos zongora és ütőhangszer, David Crosby, Graham Nash ének, Guy Pratt basszusgitár, zenekar Zbigniew Preisner vezényletével, Richard Wright Hammond orgona, Rado Klose gitár és Andy Newmark dob.
  - A számból kislemez is készült On an Island címen.
3. The Blue – 5:26 (Gilmour/Samson)
  - David Gilmour gitár, ének, basszusgitár, ütőhangszer, zongora, Rado Klose gitár, Andy Newmark dob, Jools Holland, Polly Samson zongora, Chris Stainton Hammond orgona és Richard Wright ének.
4. Take A Breath – 5:46 (Gilmour/Samson)
  - David Gilmour gitár, ének, Phil Manzanera billentyű, Guy Pratt basszusgitár, Leszek Możdżer zongora, Ged Lynch dob, zenekar Zbigniew Preisner vezényletével és Caroline Dale cselló.
5. Red Sky At Night – 2:51 (Gilmour)
  - David Gilmour szaxofon és lap steel gitárok, Chris Laurence nagybőgő, Caroline Dale cselló, zenekar Zbigniew Preisner vezényletével és Ilan Eshkeri programozás.
6. This Heaven – 4:24 (Gilmour/Samson)
  - David Gilmour gitár, ének, basszusgitár, Phil Manzanera billentyű, Andy Newmark dob, zenekar Zbigniew Preisner vezényletével és Georgie Fame Hammond orgona.
7. Then I Close My Eyes – 5:26 (Gilmour)
  - David Gilmour gitár, cümbüş, szájharmonika, BJ Cole rezonátoros gitár, Robert Wyatt kornett, ütőhangszer, ének, Phil Manzanera billentyű, Andy Newmark ütőhangszer, zenekar Zbigniew Preisner vezényletével, Caroline Dale cselló és Alasdair Malloy üveg harmonika.
8. Smile – 4:03 (Gilmour/Samson)
  - David Gilmour gitár, ének, ütőhangszer, Hammond orgona, basszusgitár, Polly Samson ének, Willie Wilson dob és zenekar Zbigniew Preisner vezényletével.
  - A számból kislemez is készült Smile címen.
9. A Pocketful Of Stones – 6:17 (Gilmour/Samson)
  - David Gilmour gitár, ének, Hammond orgona, zongora, basszusgitár, ütőhangszer, Leszek Możdżer zongora, Lucy Wakeford on hárfa, Alasdair Malloy üveg harmonika, Chris Thomas billentyű, Chris Laurence nagybőgő, Ilan Eshkeri programozás és zenekar Zbigniew Preisner vezényletével.
10. Where We Start – 6:45 (Gilmour)
  - David Gilmour gitár, ének, basszusgitár, ütőhangszer, Hammond orgona, Andy Newmark dob zenekar Zbigniew Preisner vezényletével.

### Bónusz DVD
2006. áprilisa, New York, élőben az AOL Sessions előadás keretein belül:
1. On An Island (Gilmour/Samson)
2. This Heaven (Gilmour/Samson)
3. Smile (Gilmour/Samson)
4. Take A Breath (Gilmour/Samson)
5. High Hopes (Gilmour/Samson)
6. Comfortably Numb (Gilmour/Waters)

2006. augusztusa, London, Live from Abbey Road televíziós sorozat:
1. Astronomy Domine (Barrett)

2006. májusa, London, a Royal Albert Hall-nál, a Remember That Night DVD-ről:
1. Take A Breath (Gilmour/Samson)

## Turné

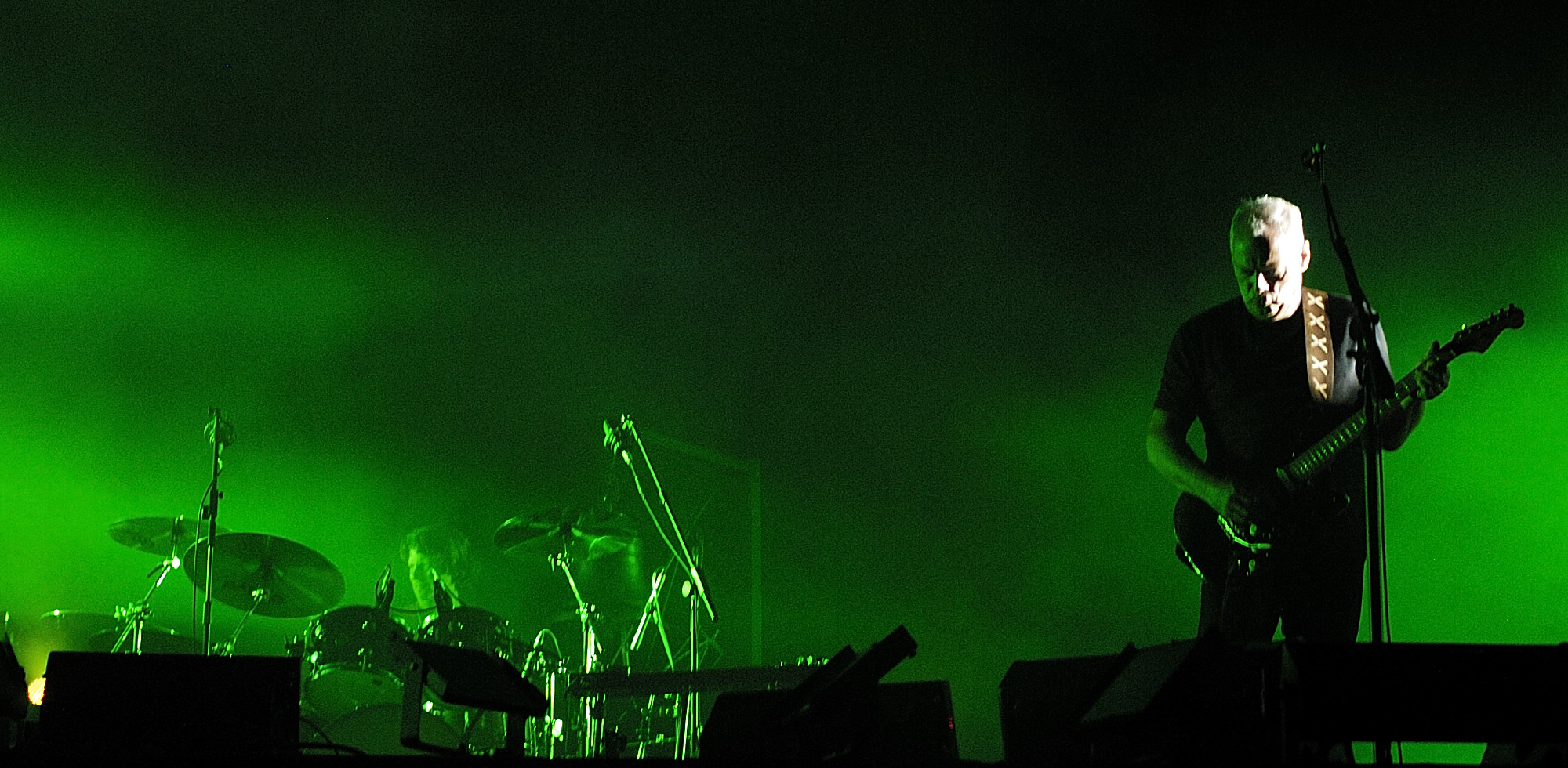
David 2006. július 5-én Németországban, München-ben az On An Island turné alatt.

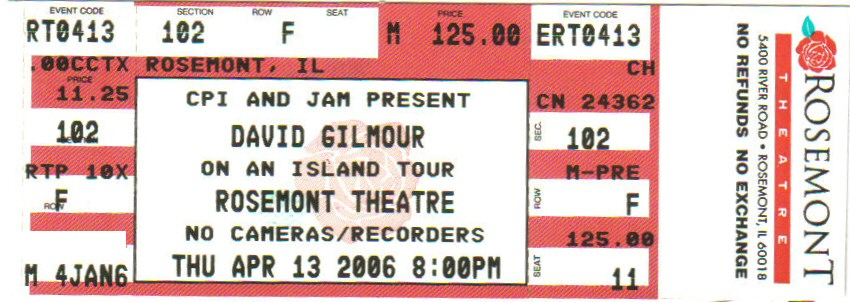
Egy jegy a 2006. április 13-ai David Gilmour koncertre a Rosemont Színházba.

Richard Wright, Phil Manzanera és Guy Pratt csatlakozott Gilmour-hoz, az albumot népszerűsítő turné erejéig, de fellépett velük Dick Parry is, aki olyan híres Pink Floyd számokon szaxofonozik, mint a Money, a Shine On You Crazy Diamond, az Us and Them és a Wearing the Inside Out. De Jon Carin is játszott a turnén, aki pedig az 1980-as évek és az 1990-es évekbeli Pink Floyd turnékon vett részt és segítette az együttest a stúdióban. Zbigniew Preisner, aki az On An Island-on is szerepelt, a gdański estén is fellépett egy negyven fős zenekart vezényelve. A Pink Floyd dobosa, Nick Mason pedig Londonban játszott az együttessel egy ráadás szám erejéig. David Bowie énekelt a londoni előadásokon a Comfortably Numb és az Arnold Layne számoknál. David Crosby és Graham Nash is énekel három számon, ahogyan az On An Island albumon is.
A turné két állomását felvették és kiadták DVD-n, az elsőt 2006 májusában Remember That Night címen a Royal Albert Hall-nál, a másodikat pedig Live in Gdańsk címen 2006 augusztusában, amely az utolsó állomása volt a turnénak a lengyel Gdańsk-i kikötőnél.
Az összes számot eljátszották a turné minden egyes koncertjén, a kivételek fel vannak tüntetve. A turné elején az első három számot a második résszel játszották együtt és csak az On An Island album alkotta az első részt.

### Számok
Első rész:
1. Speak to Me
2. Breathe
3. Time
4. On an Island (egész album)

Második rész:
1. Shine On You Crazy Diamond (Parts I-V) - Néhányszor David Crosby és Graham Nash is közreműködött a számnál.
2. Astronomy Domine - A második európai turné után játszották, az angliai turné után.
3. Dark Globe - Syd Barrett halála után játszották.
4. Wot's... Uh the Deal?
5. Wearing the Inside Out
6. Fat Old Sun
7. On The Turning Away - 2006. augusztus 12-én adták elő csak Velencében.
8. Dominoes
9. Arnold Layne - Az amerikai turné után játszották, s Richard Wright énekel, habár 2006. május 29-én a Royal Albert Hall-os előadásnál David Bowie énekelt.
10. Coming Back to Life
11. High Hopes
12. The Great Gig in the Sky - 2006. május 30-án és május 31-én adták elő Mica Paris-szal a korai európai turnén, viszont Londonban már nem játszották.
13. Echoes

Ráadás:
1. Wish You Were Here
2. A Great Day for Freedom - Csak 2006. augusztus 26-án játszották Gdańsk-ban.
3. Find the Cost of Freedom - David Crosby-val és Graham Nash-sel előadva.
4. Comfortably Numb - 2006. május 29-én a Royal Albert Hall-os előadásnál David Bowie énekelt.

## Toplista
| Év   | Toplista                      | Helyezés |
| ---- | ----------------------------- | -------- |
| 2006 | The Billboard 200             | 6        |
| 2006 | Billboard Top Internet Albums | 2        |
| 2006 | Official UK Albums Chart      | 1        |
| 2006 | Norwegian Record Charts       | 1        |